# Madho Singh I
Sawai Madho Singh I  (né en décembre 1728 à Jaipur; mort le 5 mars 1768 au même endroit) a été maharaja de l'État princier de Jaipur (Inde) de 1750 à 1768.

## Biographie
Madho Singh était le plus jeune fils du Maharaja Sawai Jai Singh II et s'est battu farouchement contre son frère aîné Ishwari Singh (règne de 1743 à 1750) pour obtenir le pouvoir qu'il atteint seulement après son suicide. Malgré son énorme corpulence (il pesait environ 250 kg), il a remporté plusieurs victoires contre les principautés voisines ainsi que contre les Marathes qui avaient pris Jaipur en 1751.
En 1753, en reconnaissance des services de médiation de Madho Singh envers son vizir assoiffé de pouvoir, Safdar Jung, l'empereur moghol Ahmad Shah, politiquement très affaibli, lui confia le fort de Ranthambore, à environ 100 km au nord de Jaipur, ce qui lui apporta un énorme gain territorial.
- (de) Cet article est partiellement ou en totalité issu de l’article de Wikipédia en allemand intitulé « Madho Singh I. » (voir la liste des auteurs).